# إديث تيمبو
إديث تيمبو (بالإنجليزية: Edith Tiempo)‏ (22 أبريل 1919 في الفلبين - 21 أغسطس 2011، دوماغويتي في الفلبين)؛ كاتِبة وشاعرة فلبينية.